# Chromocryptus tafiae
Chromocryptus tafiae là một loài tò vò trong họ Ichneumonidae.